# Барановський Євген
Євген Барановський (11 лютого 1914, м. Бучач, нині Тернопільської області — 4 лютого 1985, м. Кіяма, Австралія) — український ветеринарний лікар, громадський діяч у діаспорі. Доктор ветеринарії (1946).

## Життєпис
Народився 11 лютого 1914 року в м. Бучачі (Бучацького повіту, Королівство Галичини та Володимирії, Австро-Угорщина, нині Чортківський район, Тернопільська область, Україна).
У Бучачі закінчив місцеву польськомовну державну гімназію (1934 р.). Ветеринарію студіював у Варшаві, Відні, Львові, Лейпцизі. Докторат здобув у Ганновері.(1946)
До Австралії приїхав 1950 р. Один із організаторів УЛТ Австралії, член його управи.
Працював у Пласті. Належав до Ліберальної партії Австралії. Член Австралійської ветеринарної асоціації, клубу «Ротарі». Автор статей у періодиці.
Помер 4 лютого 1985 року в м. Кіяма, Австралія.